# 堀直道
堀 直道（ほり なおみち）は、江戸時代中期の越後国村松藩の世嗣。官位は従五位下・摂津守。

## 略歴
3代藩主・堀直利の長男として誕生。
村松藩嫡子として生まれたが、病弱のため宝永5年（1708年）に廃嫡された。代わって、次弟・直為が嫡子となった。享保12年（1727年）死去。